# 德萊茲測試
德萊茲測試是一個由美国食品药品监督管理局（FDA）的毒理學家 H·德萊茲（H. Draize）和雅各·M·史派斯（Jacob M. Spines）於1944年設計的急性毒性試驗。這個實驗最初用於測試化妝品，該過程包括將0.5毫升或0.5克測試物質抹到一隻受限制但有意識的動物的眼睛或皮膚上一段時間，然後沖洗，並記錄它的效果。這些動物會被觀察長達14天，檢測皮膚有否紅斑和水腫，或發紅、腫脹、出現分泌物、破潰、出血、眼睛有否混濁或失明。測試對象通常是白化兔，然而其他種類的動物也有使用，包括狗。如果測試造成該動物眼睛或皮膚不可逆的損傷，測試後動物會被安樂死。如果該產品測試的的動物沒有永久性損傷，該動物可能重新用於測試。測試產品的所有痕跡從測試部位“洗掉”後，動物通常會再利用。
這些測試存在爭議。因為兔子和人的眼睛帶有差異及視覺評估太主觀，這些測試被批評為「殘酷及不科學」。美國食品藥物管理局支持測試，指出“到目前為止，沒有任何一個，或一組測試被科學界接受作為德萊茲測試的代替品……”因為它具爭議性，近年來在美國和歐洲的德萊茲試驗已經減少。有些實驗會被改良，例如施用麻藥和使用較低劑量的試驗物質。已經顯示出具有體外不良影響的化學品目前不會使用在德萊茲測試，從而減少進行測試的數量和程度。

## 背景
約翰·亨利·德萊茲（John Henry Draize，1900年－1992年）研修甲狀腺功能亢進並獲得化學藥理學博士學位。隨後，他加入了懷俄明大學，研究對牛，其他家畜和人有毒的植物。美國陸軍於1935年招募德萊茲調查芥子毒氣等化學製劑的影響。
1938年，一些媒體報導睫毛膏中的焦油導致失明後，美國國會通過联邦食品、药品和化妆品法案，將化妝品下監管控制。次年德萊茲加入FDA，並很快晉升為皮膚和眼部毒性部門的負責人，負責開發測試化妝品副作用的方法。德萊茲和杰弗裡·伍達德（Geoffrey Woodard），他的實驗室助手，及分部主管赫伯特·加略（Herbert Calvery）在他們的工作報告中，描述了如何通過在兔子的皮膚，陰莖，和眼睛應用化合物，以評估急性，中期及長期接觸化妝品的影響。
這個報告所述技術被FDA用於評估物質的安全性，如殺蟲劑和防曬等，後來被採納用於篩查許多其它化合物。德萊茲在1963年退休，儘管FDA從未親自附加他的名字於這個技術，這個程序仍然被俗稱為“德萊茲測試”。為了區分測試的器官，這個測試現在通常被稱為“德萊茲眼部測試”和“德萊茲皮膚測試”。

## 可靠度
1971年，現代德萊茲協議於1981年實施之前，卡內基梅隆大學毒理學家卡羅爾·韋爾（Carrol Weil）和羅伯特·斯卡拉（Robert Scala）於24個所不同的大學和國家實驗室分佈式三個測試物質進行對比分析。這些實驗室對一種測試物質得出了不同結果，由無刺激性到嚴重刺激性。美國科學顧問委員會於2004年進行了毒理測試替代方法的研究，分析了現代德萊茲皮膚試驗。他們發現，測試會：
- 誤認嚴重刺激性為安全的：0-0.01%
- 誤認輕度刺激為安全的：3.7%-5.5%
- 誤認嚴重刺激性為輕度刺激：10.3%-38.7%

## 對測試的意見

### 支持
英國科研防衛組織（Research Defence Society）指出，德萊茲眼睛測試是一個“非常溫和的測試”，只會使用低劑量的物質的和在眼睛被刺激的第一個跡象出現時洗掉。教授安德魯·赫胥黎爵士在一篇寫給《自然雜誌》寫的反駁文章說，德萊茲測試自1940年以來變化不大。“估計會帶來嚴重痛苦的物質，不能以這種方式進行測試；只有在證明該物質應用於皮膚時不會造成痛苦後，才允許所述測試。建議使用體外預檢測試，如在已分離和灌注的眼球進行實驗。”

### 反對
美國英國廢除活體解剖聯盟指出，產品溶液直接施加到動物的眼睛，可能會導致“劇烈燃燒、瘙癢和疼痛”。在測試期間兔眼瞼會被夾住以保持在打開狀態，這可能持續數天。這些化學品往往令眼睛“潰瘍和出血”。在德萊茲皮膚測試中，測試物質會應用到被剃光和磨損（幾層皮膚會用膠帶撕去）的皮膚，然後蓋上塑料布。

## 兔眼和人眼之間的差異
貝勒醫學院眼科系教授柯克·威廉默斯（Kirk Wilhelmus）在2001年進行了德萊茲眼睛測試的全面檢討。他指出，在兔子和人眼之間的解剖學及生物化學差異表明在兔子上測試物質可能無法預測對人類的影響。不過，他還指出“兔眼一般比人類的眼睛更容易受到刺激性物質刺激”，為人眼的動物模型。威廉默斯總結，“德萊茲眼睛測試……已經確實地防止對人類的危害，但預計將有取代體外和臨床測試的眼表刺激性評估出現。”

## 替代方法
負責工業和公共衛生的監管機構正在積極評估動物自由測試，以減少德萊茲測試的需求。在2009年之前，經濟合作與發展組織（OECD）從未驗證測試眼睛或皮膚潛在刺激的任何替代方法。然而，2000年 OECD 已經確認腐蝕性測試能代替腐蝕性物質的德萊茲測試，這代表酸，鹼等腐蝕性物質，不再需要在動物身上進行德萊茲測試。除了腐蝕性測試，人類皮膚等效模型和跨表皮電阻測試儀（TER）在某些層面也能代替德萊茲測試。此外，使用人類眼角膜細胞（HCE-T細胞）也是測試化學品的潛在眼睛刺激另一個很好的替代方法。
2009年9月 OECD 確認了兩種德萊茲眼睛測試的替代選擇：牛角膜透明度測試（BCOP）和分離雞眼測試（ICE）。1995年由歐洲委員會和英國內政部資助的研究評估了上述九個潛在的替代測試，包括雞蛋尿囊膜（HET-CAM）實驗，並從人類眼角膜細胞培養的上皮細胞模型，比較德萊茲測試的數據。研究發現，沒有任何替代測試能證明是一種可靠的替代動物測試，然而，一项事後的數據分析研究發現在測試中“性能優良”的組合。
一些沒有經活體測試的陽性測試結果已獲得一些監管機構接受，如英國健康與安全委員會和美國美國衛生及公共服務部，但陰性結果（無刺激）需要進一步在活體內測試。因此，監管機構已經開始對皮膚和眼睛刺激採用分層測試策略，並使用替代測試來降低德萊茲測試最嚴重的影響。

## 法規
在英國，內政部發布眼睛刺激性試驗的指引，以減少動物痛苦為宗旨。在其2006年的指導方針，它“強烈建議”在進行動物測試前體外篩查試驗所有化合物，並要求可行時使用替代測試。此外，它要求測試溶液物理和化學性質「可以預測不會產生嚴重不良反應」；因此“已知具腐蝕性或高氧化反應或還原電位的物質不能進行測試”。
測試設計要求物質被引入到眼內前，必須確定在兔子進行初始測試的物質及在皮膚上的的效果。如果兔子顯示“劇烈疼痛”或痛苦而必須立即安樂死的跡象，研究必須終止，而該化合物不應在其他動物身上進行測試。在認為有嚴重眼刺激性的測試中，用於測試的第一隻兔子的眼睛測試後應立即沖洗。在英國，偏離這些準則需要得到內政大臣事先批准。

## 延伸閱讀
- Holden C. . Science. 1988, 242 (4876): 185–186. PMID 3175645. doi:10.1126/science.3175645.
- Holden C. . Science. 1989, 245 (4914): 125. PMID 17787868. doi:10.1126/science.245.4914.125.
- Clelatt, KN (Ed): Textbook of Veterinary Ophthalmology. Lea & Febiger, Philadelphia. 1981.
- Prince JH, Diesem CD, Eglitis I, Ruskell GL: Anatomy and Histology of the Eye and Orbit in Domestic Animals. Charles C. Thomas, Springfield, 1960.
- Saunders LZ, Rubin LF: Ophthalmic Pathology in Animals. S. Karger, New York, 1975.
- Swanston DW: Eye irritancy testing. In: Balls M, Riddell RJ, Warden AN (Eds). Animals and Alternatives in Toxicity Testing. Academic Press, New York, 1983, pp. 337–367.
- Buehler EV, Newmann EA: A comparison of eye irritation in monkeys and rabbits. Toxicol Appl Pharmacol 6:701-710:1964.
- Sharpe R: The Draize test-motivations for change. Fd Chem Toxicol 23:139-143:1985.
- Freeberg FE, Hooker DT, Griffith JF: Correlation of animal eye test data with human experience for household products: an update. J Toxicol-Cut & Ocular Toxicol 5:115-123:1986.
- Griffith JF, Freeberg FE: Empirical and experimental bases for selecting the low volume eye irritation test as the validation standard for in vitro methods. In: Goldber AM (Ed): In Vitro Toxicology: Approaches to Validation. New York, Mary Ann Libert, 1987, pp. 303–311.
- Shopsis C, Borenfreund E, Stark DM: Validation studies on a battery of potential in vitro alternatives to the Draize test. In: Goldberg AM (Ed): In Vitro Toxicology: Approaches to Validation. New York. Mary Ann Liebert, 1987, pp. 31–44.
- Maurice D: Direct toxicity to the cornea: a nonspecific process? In: Goldberg AM (Ed): In vivo Toxicology: Approaches to Validation. New York. Mary Ann Liebert 1987, pp. 91–93.
- Leighton J, Nassauer J, Tchao R, Verdone J: Development of a procedure using the chick egg as an alternative to the Draize rabbit test. In: Goldberg AM (Ed): Product Safety Evaluation. New York. Mary Ann Liebert, 1983, pp. l65-177.
- Gordon VC, Bergman HC: The EYETEX-MPA system. Presented at the Symposium, Progress in In Vitro Technology, Johns Hopkins University School of Hygiene and Public Health, Baltimore, Maryland, November 44, 1987.
- Hertzfeld HR, Myers TD: The economic viability of in vitro testing techniques. In: Goldberg AM (Ed): In Vitro Toxicology. New York. Mary Ann Liebert, 1987, pp. 189–202.